# Mosteiro de Amaras

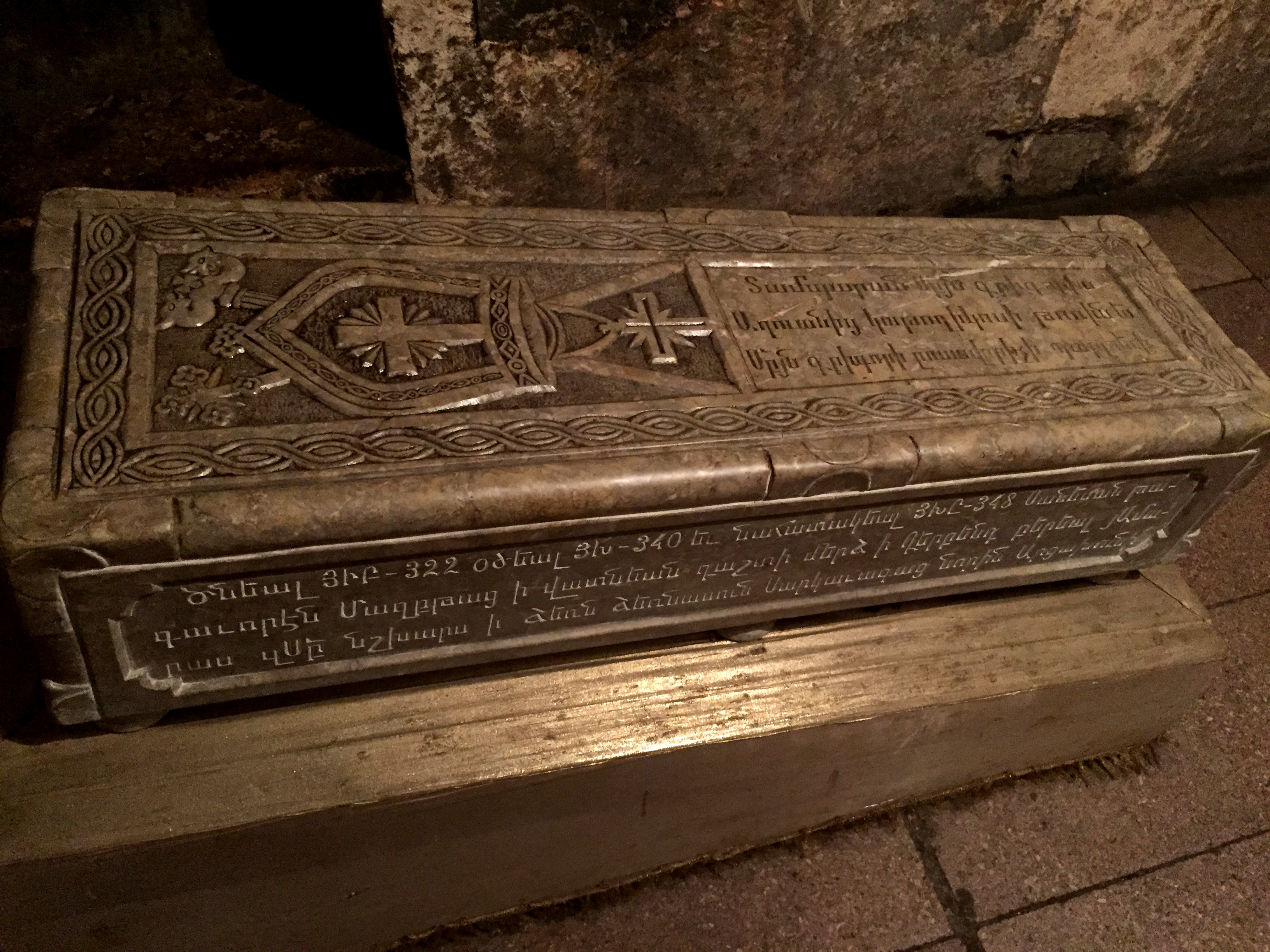
Sarcófago de São Gregoris na cripta funerária

O Mosteiro de Amaras (armênio: Ամարաս վանք) é um mosteiro armênio na disputada região de Alto Carabaque, perto da Vila de Sos de jure no Distrito de Khojavend do Azerbaijão, de fato na Província de Martuni da autoproclamada República de Artsaque. Era um importante centro religioso e educacional na Armênia medieval.
No Azerbaijão, o mosteiro também é chamado de Amaras (azerbaijano: Amaras monastırı); o Estado azerbaijano nega sua herança apostólica armênia, referindo-se a ela como "albanesa caucasiana".

## História

### Séculos IV e V
De acordo com os cronistas medievais Fausto, o Bizantino e Moisés de Dascurã, São Gregório, o Iluminador, o santo padroeiro e evangelizador da Armênia, fundou o Mosteiro de Amaras no início do século IV.
Amaras foi o local de sepultamento do neto de São Gregório, o Iluminador, São Gregoris (falecido em 338). Um túmulo construído para seus restos mortais ainda sobrevive sob a abside da Igreja de São Gregoris do século XIX.
No início do século V, Mesrobes Mastósio, o inventor do alfabeto armênio, estabeleceu em Amaras a primeira escola que usou sua escrita.

### Destruição e regeneração (séculos XIII-XIX)
O mosteiro foi saqueado no século XIII pelos mongóis, destruído em 1387 durante a invasão de Tamerlão e demolido novamente no século XVI. Sofreu uma reestruturação radical no segundo quartel do século XVII, quando foram construídas as muralhas defensivas sobreviventes.
Amaras foi posteriormente abandonado e, na primeira metade do século XIX, o mosteiro serviu de fortaleza de fronteira para as tropas imperiais russas.
A Igreja Apostólica Armênia recuperou o mosteiro em 1848. A igreja do mosteiro parece ter sido severamente danificada durante o período de ocupação militar, na medida em que uma nova igreja teve que ser construída no local da antiga. Esta nova igreja, dedicada a São Gregoris, foi construída em 1858 e paga pelos armênios da cidade de Shushi. Ainda sobrevive e é uma basílica de três naves construída em pedra branca brilhante.[carece de fontes?]

## Tumba de São Gregoris
São Gregoris foi originalmente enterrado no extremo leste da agora desaparecida igreja de São Gregório. Os arqueólogos pensam que a entrada oriental do túmulo, que é incomum para a arquitetura tradicional da igreja, é baseada na Igreja do Santo Sepulcro em Jerusalém. Em 489 Vachagã III, rei da Albânia do Cáucaso, renovou Amaras, restaurando a igreja e construindo uma nova capela para os restos mortais de São Gregoris. Nos séculos posteriores foi construída uma igreja sobre esta capela-tumba.
Sob o altar da igreja de São Gregoris há uma câmara tumular alcançada em sua extremidade oeste por dois lances de escada. Uma passagem bloqueada em sua extremidade leste indica que também havia originalmente uma entrada nessa direção. A câmara da tumba abobadada tem 1,9 m de largura, 3,75 m de comprimento e 3,5 m de altura. A metade superior da estrutura originalmente projetada de 1,5 a 2 m acima do nível do solo, mas agora está totalmente subterrânea. Detalhes esculpidos datam estilisticamente do século V.

## Galeria

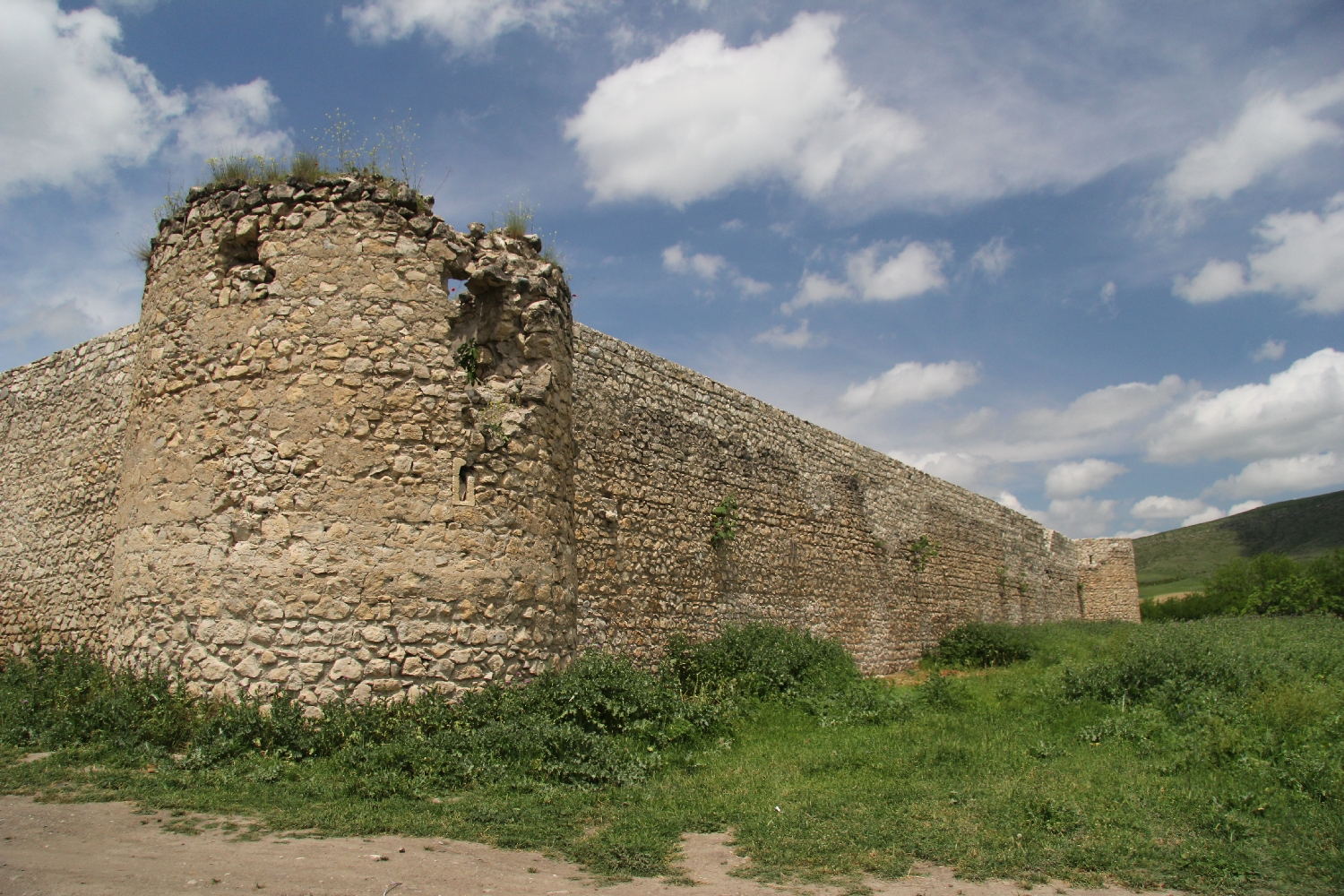
Muros de proteção do Mosteiro de Amaras
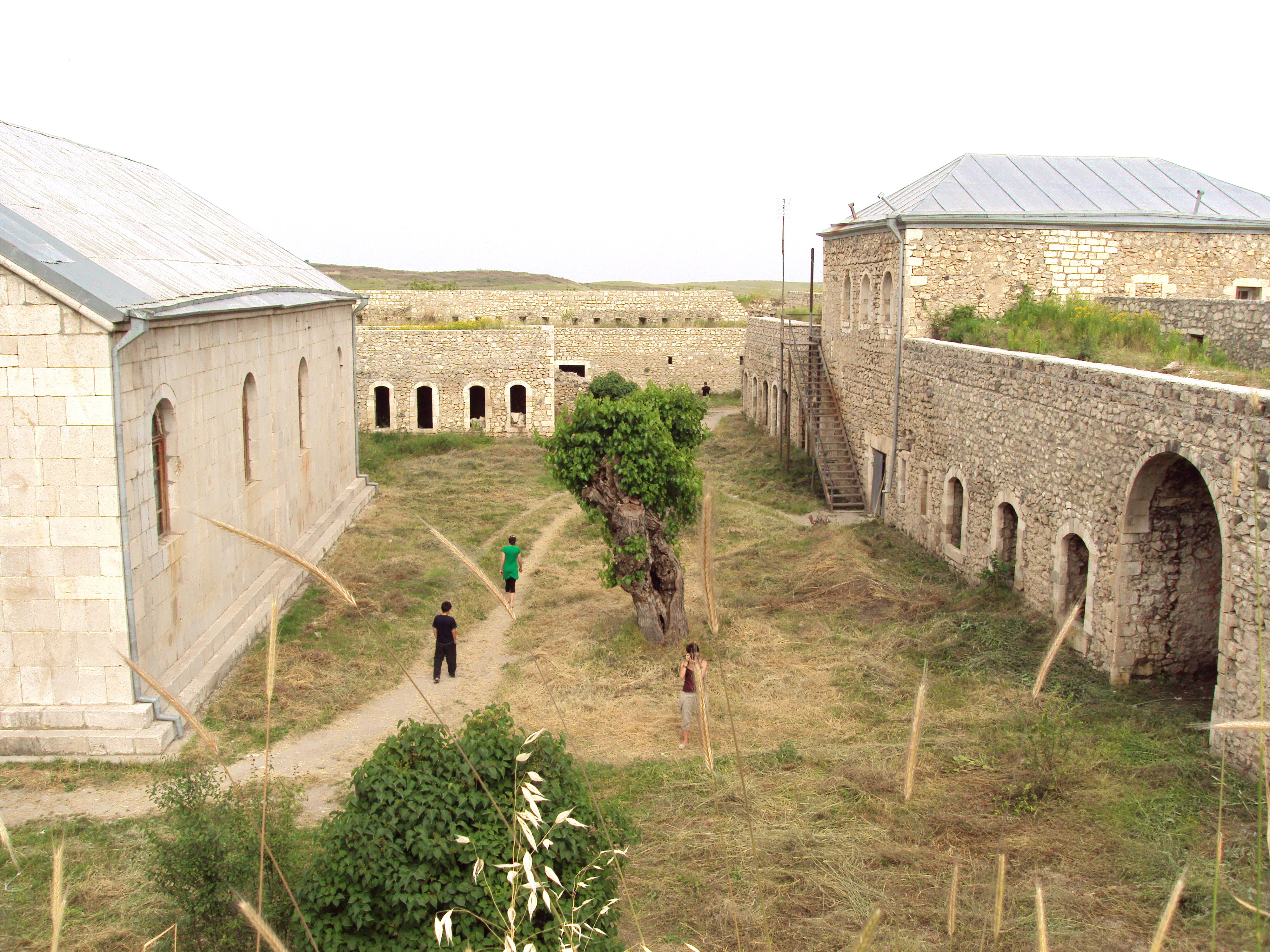
Igreja de São Gregoris (esquerda) e restos do mosteiro, Amaras
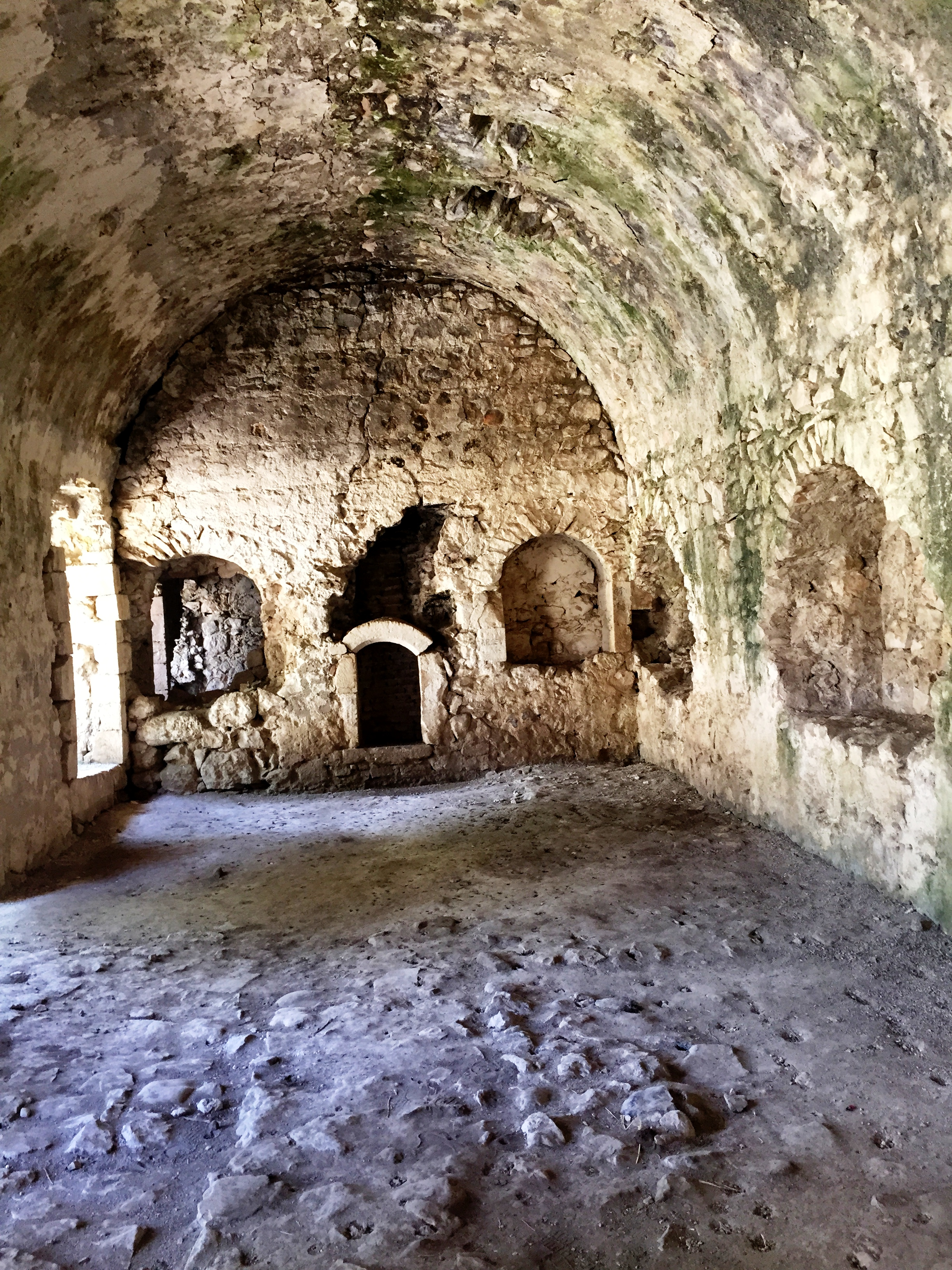
Amaras, abóbadas do mosteiro
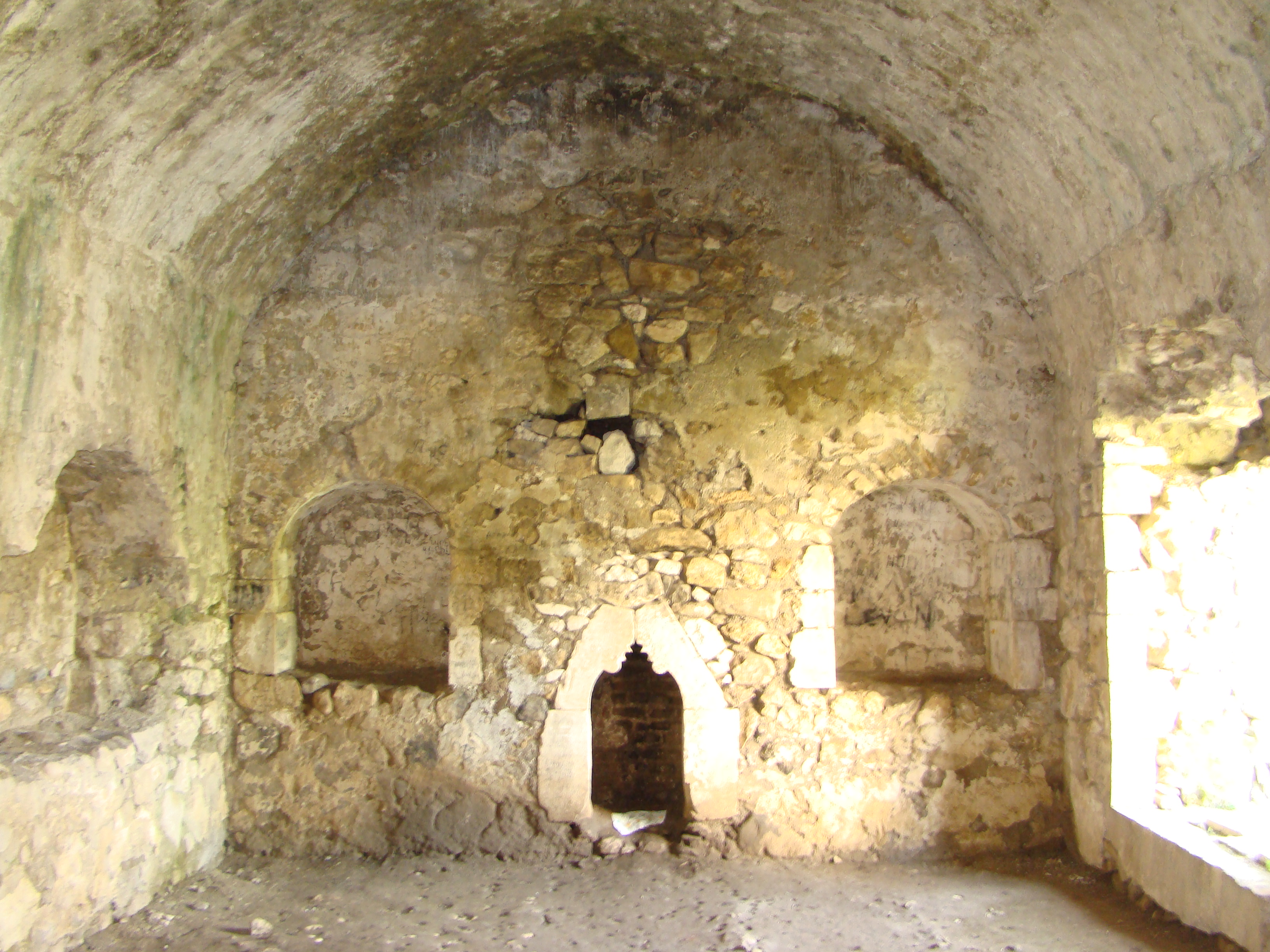
Amaras, abóbadas do mosteiro
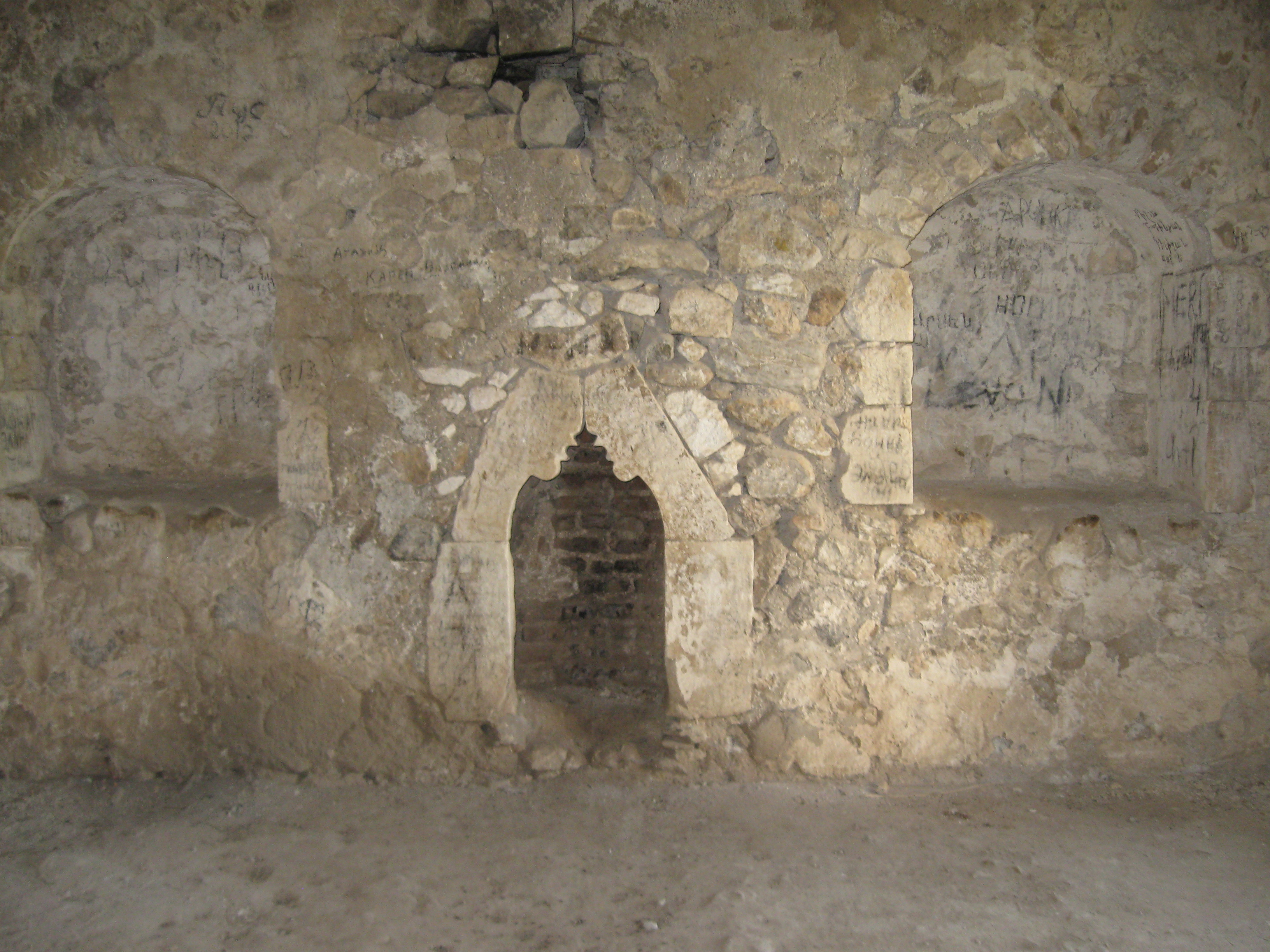
Amaras, abóbadas do mosteiro
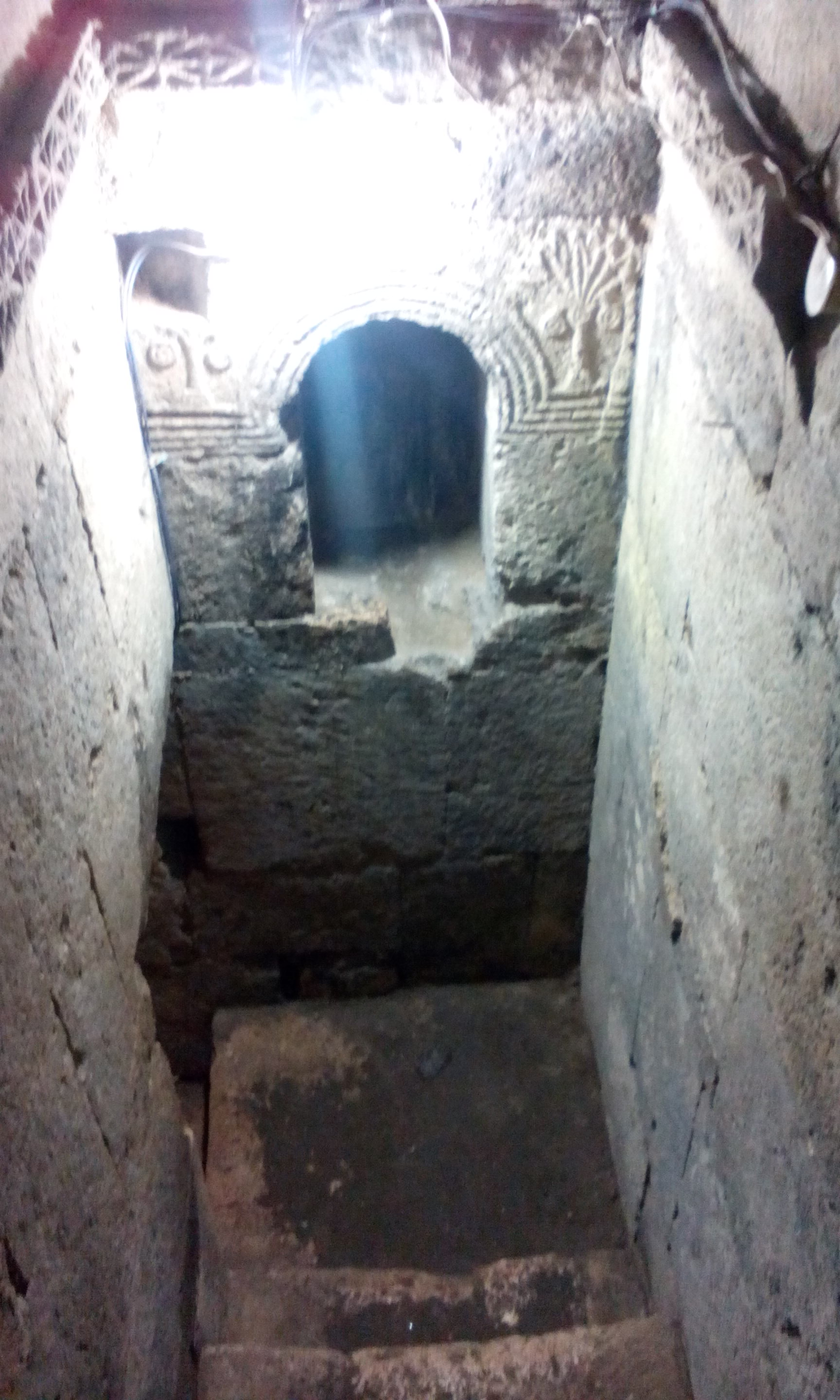
Mosteiro de Amaras, vestígios subterrâneos